# Титаров, Владимир Андреевич
Владимир Андреевич Титаров (25 января 1938 — 15 августа 2022) — советский и российский военачальник. Заместитель командующего войсками Московского военного округа по боевой подготовке и ВВУЗам. Генерал-майор.

## Биография
Родился 25 января 1938 года в городе Ачинск Красноярского края. 

### Образование
- в 1961 году Московское высшее общевойсковое командное училище
- в 1975 году Военная орденов Ленина и Октябрьской Революции, Краснознамённая, ордена Суворова академия им. М. В. Фрунзе

### На воинской службе
В 1958 поступил и в 1961 году окончил Московское высшее общевойсковое командное училище.
В 1961 году окончил Московское высшее общевойсковое командное училище им. Верховного Совета РСФСР, после чего до 1963 года командовал в этом же училище курсантским взводом.
С 1963 по 1972 годы последовательно служил командиром мотострелковой роты, начальником штаба, а затем командиром мотострелкового батальона во 2-й гвардейской мотострелковой Таманской дивизии Московский военный округ.
В 1972—1975 годах — слушатель Военной академии им. М. В. Фрунзе, которую окончил с отличием. По окончании академии направлен для дальнейшего прохождения службы в ГСВГ.
В 1975—1977 годах командовал 64-м мотострелковым полком 35-й мотострелковой дивизии в Крампнице ГСВГ.
1977 — 1980 годы Командир 6-й гвардейской отдельной мотострелковой Берлинской ордена Богдана Хмельницкого бригады, передал бригаду подполковнику Дорофееву А. А..
1980 — 1985 годы — начальник Управления боевой подготовки и военных ВУЗов Московского военного округа.
С 1985 года до выхода в запас в звании генерал-майора служил в должности заместителя, а затем начальника факультета военной подготовки МГУ.

### В отставке
В 1991 году вышел в запас. Жил и работал в Подмосковье.
Умер 15 августа 2022 года. Похоронен в Москве.

## Семья
- жена
- дети

## Знаки отличия
- Орден Красной Звезды
- Орден «За службу Родине в Вооружённых Силах СССР» 3 степени
- Медаль «За укрепление боевого содружества»
- Юбилейная медаль «300 лет Российскому флоту»
- Юбилейная медаль «50 лет Вооружённых Сил СССР»[1]
- Юбилейная медаль «60 лет Вооружённых Сил СССР»[2]
- Юбилейная медаль «70 лет Вооружённых Сил СССР»[3]
- Медаль «За безупречную службу» I степени
- Медаль «За безупречную службу» II степени
- Медаль «За безупречную службу» III степени
- Медаль «За ратную доблесть» и др.
- Медаль «Братство по оружию» в серебре[4]
- Медаль «50 лет Монгольской Народной Армии» (1.3.1983)[5];